# Kelvin Leerdam
Kelvin Walther Gianini Leerdam (pronunciación en neerlandés: /ˈkɛlvɪn leːrˈdɑm/; Paramaribo, Surinam, 24 de junio de 1990) es un futbolista surinamés-neerlandés que juega de defensa para el Heracles Almelo de la Eredivisie.

## Trayectoria

### Inicios
Nacido en Surinam, comenzó su carrera en las inferiores del USV Elinkwijk para luego unirse a las del Feyenoord en la temporada 2005-06.

### Primeros años en la Eredivisie
Llegó al primer equipo del club en la temporada 2008-09 y debutó el 13 de noviembre de 2008 en la victoria por 1:5 contra el HHC Hardenberg en la Copa de los Países Bajos.
Fichó por el Vitesse el 14 de enero de 2013. Debutó con el club el 1 de agosto de 2013 en la Liga Europa de la UEFA contra el Petrolul Ploiești, encuentro que terminó en empate 1:1. Con la llegada del nuevo entrenador Henk Fraser fue desvinculado del equipo el 31 de marzo de 2017.

### Experiencia estadounidense
El 1 de julio de 2017 fichó por el Seattle Sounders FC de la Major League Soccer. El 10 de noviembre de 2019, Leerdam anotó el primer gol en la victoria por 3-1 sobre el Toronto FC en la final de la Copa MLS 2019.

## Selección nacional
Leerdam fue internacional con la selección de los Países Bajos sub-19 y sub-21.
Mucho tiempo después, decidió representar en categoría absoluta a la selección de Surinam. Fue citado por primera vez en noviembre de 2019.

## Estadísticas
Actualizado al último partido disputado el 19 de mayo de 2024.
| Club | Div.          | Temporada     | Liga(1) | Liga(1) | Copas nacionales(2) | Copas nacionales(2) | Copas internacionales(3) | Copas internacionales(3) | Total | Total |
| Club | Div.          | Temporada     | Part.   | Goles   | Part.               | Goles               | Part.                    | Goles                    | Part. | Goles |
| --- | ------------- | ------------- | ------- | ------- | ------------------- | ------------------- | ------------------------ | ------------------------ | ----- | ----- |
| Feyenoord · Países Bajos | 1.ª           | 2008-09       | 18      | 1       | 1                   | 0                   | 2                        | 0                        | 21    | 1     |
| Feyenoord · Países Bajos | 1.ª           | 2009-10       | 17      | 0       | 3                   | 0                   | —                        | —                        | 20    | 0     |
| Feyenoord · Países Bajos | 1.ª           | 2010-11       | 22      | 3       | 1                   | 0                   | 1                        | 0                        | 24    | 3     |
| Feyenoord · Países Bajos | 1.ª           | 2011-12       | 31      | 1       | 1                   | 0                   | —                        | —                        | 32    | 1     |
| Feyenoord · Países Bajos | 1.ª           | 2012-13       | 11      | 0       | 1                   | 0                   | 4                        | 0                        | 16    | 0     |
| Feyenoord · Países Bajos | Total club    | Total club    | 99      | 5       | 7                   | 0                   | 7                        | 0                        | 113   | 5     |
| S. B. V. Vitesse · Países Bajos | 1.ª           | 2013-14       | 28      | 8       | 2                   | 0                   | 2                        | 0                        | 32    | 8     |
| S. B. V. Vitesse · Países Bajos | 1.ª           | 2014-15       | 20      | 2       | 3                   | 0                   | —                        | —                        | 23    | 2     |
| S. B. V. Vitesse · Países Bajos | 1.ª           | 2015-16       | 15      | 1       | 1                   | 0                   | 2                        | 0                        | 18    | 1     |
| S. B. V. Vitesse · Países Bajos | 1.ª           | 2016-17       | 28      | 1       | 5                   | 1                   | —                        | —                        | 33    | 2     |
| S. B. V. Vitesse · Países Bajos | Total club    | Total club    | 91      | 12      | 11                  | 1                   | 4                        | 0                        | 106   | 13    |
| Seattle Sounders F. C. Estados Unidos | 1.ª           | 2017          | 20      | 1       | 0                   | 0                   | —                        | —                        | 20    | 1     |
| Seattle Sounders F. C. Estados Unidos | 1.ª           | 2018          | 28      | 0       | 0                   | 0                   | 1                        | 0                        | 29    | 0     |
| Seattle Sounders F. C. Estados Unidos | 1.ª           | 2019          | 33      | 6       | 1                   | 0                   | —                        | —                        | 34    | 6     |
| Seattle Sounders F. C. Estados Unidos | 1.ª           | 2020          | 25      | 3       | ―                   | ―                   | 2                        | 0                        | 27    | 3     |
| Seattle Sounders F. C. Estados Unidos | Total club    | Total club    | 106     | 10      | 1                   | 0                   | 3                        | 0                        | 110   | 10    |
| Inter de Miami Estados Unidos | 1.ª           | 2021          | 29      | 0       | ―                   | ―                   | ―                        | ―                        | 29    | 0     |
| Inter de Miami Estados Unidos | Total club    | Total club    | 29      | 0       | 0                   | 0                   | 0                        | 0                        | 29    | 0     |
| Los Angeles Galaxy Estados Unidos | 1.ª           | 2022          | 10      | 0       | 3                   | 0                   | ―                        | ―                        | 13    | 0     |
| Los Angeles Galaxy Estados Unidos | 1.ª           | 2023          | 20      | 1       | 1                   | 0                   | 2                        | 0                        | 23    | 1     |
| Los Angeles Galaxy Estados Unidos | Total club    | Total club    | 30      | 1       | 4                   | 0                   | 2                        | 0                        | 36    | 1     |
| Heracles Almelo · Países Bajos | 1.ª           | 2023-24       | 12      | 0       | ―                   | ―                   | ―                        | ―                        | 12    | 0     |
| Heracles Almelo · Países Bajos | Total club    | Total club    | 12      | 0       | 0                   | 0                   | 0                        | 0                        | 12    | 0     |
| Total carrera | Total carrera | Total carrera | 367     | 28      | 23                  | 1                   | 16                       | 0                        | 406   | 29    |
| (1) Incluye datos de los play-offs de Europa League de la Eredivisie. (2) Incluye datos de la Copa de los Países Bajos y la U. S. Open Cup. (3) Incluye datos de la Liga Europa de la UEFA, la Liga de Campeones de la UEFA, la Liga de Campeones de la CONCACAF y la Leagues Cup. |               |               |         |         |                     |                     |                          |                          |       |       |

## Palmarés

### Títulos nacionales
| Título                   | Club                   | País           | Año     |
| ------------------------ | ---------------------- | -------------- | ------- |
| Copa de los Países Bajos | S. B. V. Vitesse       | Países Bajos   | 2016-17 |
| Copa MLS                 | Seattle Sounders F. C. | Estados Unidos | 2019    |